# 戛纳和克莱朗
戛纳和克莱朗（法語：Cannes-et-Clairan，法語發音：[kan e klɛʁɑ̃]）是法国加尔省的一个市镇，属于勒维冈区。该市镇总面积12.13平方公里，2009年时的人口为424人。
该市镇于1790年由原市镇戛纳（Cannes）和克莱朗（Clairan）合并而成。

## 人口
戛纳和克莱朗人口变化图示